# Paradescanso
Paradescanso is een geslacht van spinnen uit de familie springspinnen (Salticidae).

## Soorten
De volgende soorten zijn bij het geslacht ingedeeld:
- Paradescanso fallax Vellard, 1924